# Jeroen Spitzenberger
 (octobre 2018).
Si vous disposez d'ouvrages ou d'articles de référence ou si vous connaissez des sites web de qualité traitant du thème abordé ici, merci de compléter l'article en donnant les références utiles à sa vérifiabilité et en les liant à la section « Notes et références ».
Jeroen Spitzenberger, né le 20 janvier 1976 à Rotterdam, est un acteur néerlandais.

## Filmographie

### Cinéma
- 1999 : The Tech Files: Medewerker
- 1999 : Dat is nooit mijn naam geweest : Deux rôles (Gilles Boonzaaier et Keulemans)
- 2001 : Zeus : Lucas
- 2002 : De tweeling de Ben Sombogaart : David[2]
- 2004 : De dominee (nl) de Gerrard Verhage[3]
- 2007 : Alles is liefde de Joram Lürsen : Prins Valentijn[4]
- 2012 : Tony 10 (nl) de Mischa Kamp : Gilles[5]
- 2012 : Süskind de Rudolf van den Berg : Walter Süskind[6]
- 2013 : App de Bobby Boermans : Jerry[7]
- 2015 : The Paradise Suite de Joost van Ginkel : Sven[8]
- 2016 : A Real Vermeer de Rudolf van den Berg : Han Van Meegeren[9]
- 2016 : Meester Kikker (en) de Anna van der Heide : Meester Frans[10]
- 2019 : Le Tueur de l'autoroute (Bumperkleef) de Lodewijk Crijns : Hans

### Téléfilms
- 1999 : Baantjer : Loeka
- 2000 : Russen (nl) : Marcel Dijkstra
- 2002 : Baantjer : Koen van der Kamp
- 2003 : Meiden van De Wit (nl): Kevin Kramer
- 2005–2006 : Lieve lust (nl) : Wouter
- 2006 : Spoorloos verdwenen (nl) : Axel de Zoete
- 2007 : Keyzer & De Boer Advocaten	: Laurens Knobbe
- 2008 : Koning van de Maas (nl) : Inspecteur
- 2008 : Jardins secrets : Joost van Wenten
- 2009 : Sorry Minister (nl) : Minister Karel Bijl
- 2010 : Annie M.G. (nl) : Sal Tas
- 2010 : Bloedverwanten (nl) : Thomas Zwager
- 2010–2013 : De vloer op (nl) : Diverses rôles
- 2011 : 't Spaanse Schaep (nl) : Docteur Spaanse
- 2011 : Rembrandt en ik (nl) : Cosimo de' Medici
- 2012 : Lijn 32 (nl) : Stefan Born
- 2012–2016 : Divorce (nl) : Boudewijn Schaeffer
- 2008-2017 : Sinterklaasjournaal (nl)
- 2016 : Vlucht HS13 (nl) : Haje Kraamer
- 2017 : De Spa (nl) : Paul
- Depuis 2017 : Suspects (nl) : Daan de Ridder